# Доріс Бурес
Доріс Бурес (нім. Doris Bures; 3 серпня 1962, Відень, Австрія) — австрійський політик (Соціал-демократична партія Австрії; абр. СДПА), спікер Національної ради Австрії (парламенту) з вересня 2014 року. Починаючи від літа 2016 року, після виходу у відставку діючого президента, і до кінця січня 2017 року Доріс була однією із трьох виконуючих обов'язки президента Австрії.

## Політична кар'єра
Доріс Бурес навчалася у торговельній школі у Відні й у свій час працювала асистенткою в приватній зубній клініці.
Її політична кар'єра розпочалася в 1980 році, коли вона брала участь у федеральному секретаріаті Соціалістичної молоді (нім. Bundes-Sekretariat der Sozialistischen Jugend). У 1987 році Доріс увійшла до складу районної ради Відень-Лізінг й, одночасно з цим, до регіонального керівництва Соціалістичної партії Австрії, невдовзі отримавши посаду секретаря віденської партійної організації (в 1988 році). У 1990 році вона вперше була обрана до австрійського парламенту. Пізніше обійняла посаду виконавчого директора СДПА (з 2000 по 2007 рік), а також на невеликий термін напередодні федеральних виборів знову працювала там у червні — листопаді 2008 року.

## Кар'єра в уряді
11 січня 2007 року вперше увійшла до складу уряду, зайнявши в кабінеті міністрів Альфреда Гузенбауера посаду міністра без портфеля. 1 березня 2007 року Доріс Бурес офіційно стала міністром у справах жінок, засобів масової інформації і громадської служби. 2 грудня 2008 року зайняла пост міністра транспорту, інновацій та технологій в уряді Вернера Файманна.

## Робота в парламенті
Обрана до Національної ради Австрії, з 2014 року — її голова. З 8 липня по 4 грудня 2016 року виконувала обов'язки Президента Австрії (спільно з іншими двома політиками).

## Нагороди
- Командорський хрест I ступеня Почесного знака «За заслуги перед Австрійською Республікою» (2001)[4];
- Великий хрест I ступеня Почесного знака «За заслуги перед Австрійською Республікою» (2011).